# 中华人民共和国人民法院组织法
《中华人民共和国人民法院组织法》是中华人民共和国关于法院制度的组织法，1954年9月第一次制定，文化大革命后，1979年7月1日由第五届全国人民代表大会第二次会议再次制定通过，1983年9月2日由第六届全国人民代表大会常务委员会第二次会议第一次修正，1986年12月2日由第六届全国人民代表大会常务委员会第十八次会议第二次修正，2006年10月31日由第十届全国人民代表大会常务委员会第二十四次会议第三次修正，2018年10月26日由第十三届全国人民代表大会常务委员会第六次会议修订。
《人民法院组织法》共有6章59条，规定中国内地法院系统由最高人民法院、专门人民法院、地方各级人民法院组成，其中地方各级人民法院可分为基层人民法院、中级人民法院、高级人民法院。